# Yves Chouard
Pour les articles homonymes, voir Chouard.
 (décembre 2018).
Si vous disposez d'ouvrages ou d'articles de référence ou si vous connaissez des sites web de qualité traitant du thème abordé ici, merci de compléter l'article en donnant les références utiles à sa vérifiabilité et en les liant à la section « Notes et références ».
Yves Chouard alias Yves Choir, est un guitariste et auteur-compositeur français né le 27 avril 1952 à Paris et mort dans cette même ville le 3 novembre 2008.

## Biographie
Yves Chouard participe au groupe Cockpit en 1971 dont le line up comprend F.R. David, Michel Assa, Dominique Perrier, François Auger, Alain Wisniak, avec lesquels il enregistrera un album qui comprend deux de ses compositions. Guitariste émérite au gout sûr, il fait partie du groupe de musique Total Issue en 1970.
Il enregistre également avec des artistes tels qu'Alain Souchon, Michel Sardou, Michel Fugain, Johnny Hallyday…
Il collabore à la carrière de Daniel Balavoine de 1979 à 1984 aussi bien en studio qu'en tournée. Il participera aussi aux chœurs du dernier album Sauver l'amour de ce dernier, qui sortira en septembre 1985.  
Il participera avec  Yann Benoist  guitare à la tournée 1986 Le Retour de la Chetron Sauvage de Renaud, en tant que second guitariste . 
En 1989, il forme un groupe de musique avec son fils Sébastien (guitariste) et son frère Gilles (batteur renommé) qui sortira un album instrumental By prescription only. Yves Chouard est sollicité par le chanteur Gérard Blanchard et participe à son prochain album et sa tournée.
Il compose des chansons pour le groupe Little Bob Story.
Il  meurt en 2008 et ses cendres reposent au cimetière du Père-Lachaise (90e division).